# آنا تین، مارکیز بث
آنا تین، مارکیز بث (انگلیسی: Anna Thynn, Marchioness of Bath؛ زادهٔ ۲۷ سپتامبر ۱۹۴۳) بازیگر و خبرنگار جنگ اهل مجارستان است.
از فیلم‌ها یا برنامه‌های تلویزیونی که وی در آن نقش داشته‌استT می‌توان به دراکولای پدر و پسر و بنجامین اشاره کرد.